# Roy Tutty
Edward Roy Tutty (* 7. Juli 1930 in Yarraville; † 6. Januar 2019) war ein australischer Eisschnellläufer und Segler.
Tutty startete im Eisschnelllauf international erstmals bei der Mehrkampfweltmeisterschaft 1956 in Oslo, wobei er den 40. Platz im Großen Vierkampf errang. In den folgenden Jahren lief er bei der Mehrkampfweltmeisterschaft 1957 in Östersund auf den 32. Platz und bei der Mehrkampfweltmeisterschaft 1959 in Oslo auf den 34. Rang im Großen Vierkampf. Letztmals international startete er bei den Olympischen Winterspielen 1960 in Squaw Valley, wobei er den 37. Platz über 1500 m und den 35. Platz über 500 m errang.
Im Segeln wurde er im Jahr 1981 zusammen mit Phil Smidmore und Colin Beashel Weltmeister in der 5,5-Meter-Klasse.

## Persönliche Bestleistungen
| Disziplin | Zeit       | Datum            | Ort          |
| --------- | ---------- | ---------------- | ------------ |
| 500 m     | 43,4 s     | 28. Februar 1960 | Squaw Valley |
| 1000 m    | 1:35,2 min | 10. März 1956    | Skjåk        |
| 1500 m    | 2:20,6 min | 26. Februar 1959 | Nannestad    |
| 3000 m    | 5:04,8 min | 3. Januar 1959   | Lillehammer  |
| 5000 m    | 8:54,4 min | 27. Januar 1959  | Lillehammer  |